# Ignacy Krzemień
Ignacy Krzemień (Drohóbych, 2 de febrero de 1911 - Polonia, 11 de julio de 1980), nacido Isaak Feuerberg, fue un militar judeo-polaco que alcanzó el rango de coronel de las Fuerzas Armadas de la República Popular de Polonia y también fue traductor del búlgaro.

## Biografía
Krzemień ejerció como comisario político del bando republicano en la guerra civil española en el batallón Dabrowski.
De agosto a diciembre de 1945, jefe adjunto del 2.º Departamento de la Dirección General de Información del Ejército Popular Polaco, jefe del 2.º Departamento de GZI desde diciembre de 1945 a diciembre de 1950 y, posteriormente, jefe del 1.er Departamento de GZI. Fue destituido de su cargo en diciembre de 1952. 
En el informe de la llamada comisión Mazur de 1957 se le menciona por su nombre como uno de los responsables directos de inspirar e implementar métodos distorsionados de trabajo operativo, que dieron como resultado la condena de personas inocentes. Posteriormente ocupó el cargo de secretario consejero en la embajada polaca en Bulgaria. 
Krzemień fue enterrado en el cementerio militar de Powązki en Varsovia.

## Vida personal
Tuvo un hijo, el periodista Edward Krzemień.